# 줄리언 쿨리지

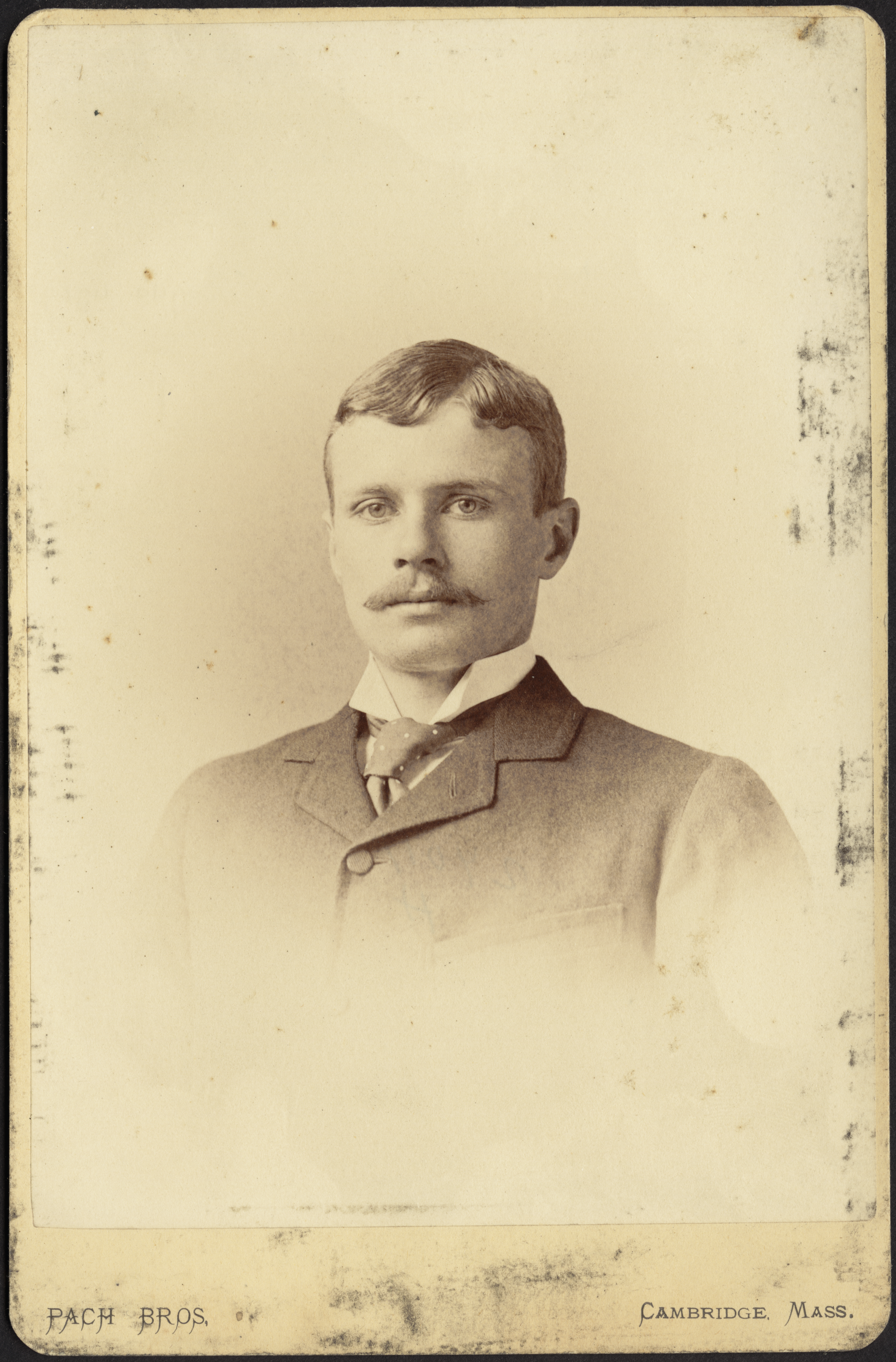

줄리언 로웰 쿨리지(Julian Lowell Coolidge, 1873년 9월 28일 - 1954년 3월 5일)은 미국의 수학자이다. 하버드 대학교 수학과 교수였다.

## 저서
- The elements of non-Euclidean geometry, 옥스퍼드 대학교 출판부.
- A treatise on the circle and the sphere, 옥스퍼드 대학교 출판부.
- Treatise on Algebraic Plane Curves, 옥스퍼드 대학교 출판부 (도버 출판사 2004).
- A history of geometrical methods, 옥스퍼드 대학교 출판부 (도버 출판사 2003).